# Maria Karolina Sobieska

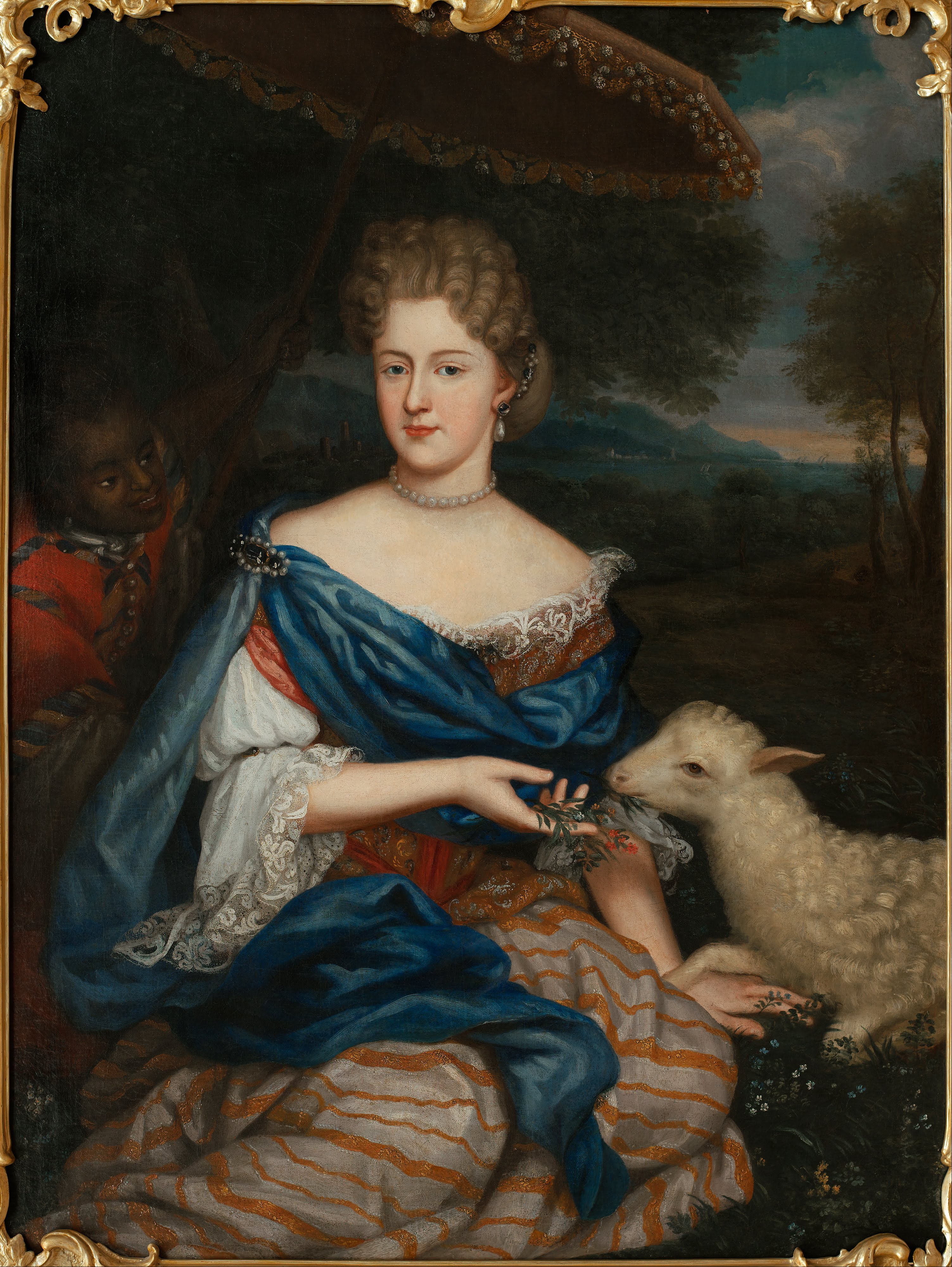
Marii Karoliny de Bouillon, Anonym, ca. 1730, Palastmuseum Wilanów

Maria Karolina Sobieska (Marii Karoliny Sobieska, * 25. November 1697 in Oława; † 8. Mai 1740 in Schowkwa) war eine polnische Prinzessin; sie war die Tochter des polnischen Thronprätendenten Jakob Louis Heinrich Sobieski (Jakub Ludwik Sobieski). Als Marie-Charlotte Sobieska war sie aufgrund ihrer Ehen Fürstin von Turenne, dann Herzogin von Bouillon. Maria Karolina Sobieska war die letzte Angehörige ihrer Familie.

## Leben
Maria Karolina Sobieska war die dritte Tochter von Jakob Louis Heinrich Sobieski und Hedwig Elisabeth Amalia von der Pfalz. Ihre jüngere Schwester Maria Klementyna heiratete den englischen Thronprätendenten James Francis Edward Stuart.
Durch ihre Mutter war sie die Nichte von
- Eleonore Magdalene von Pfalz-Neuburg (1655–1720), Kaiserin als Ehefrau von Leopold I.
- Marie Sophie von der Pfalz (1666–1699), Königin von Portugal als Ehefrau von Pedro II.
- Maria Anna von der Pfalz (1667–1740), Königin von Spanien als Ehefrau von Carlos II.
- Dorothea Sophie von der Pfalz (1670–1748), Herzogin von Parma als Ehefrau von Francesco Farnese

Ihre Kindheit verbrachte sie in Schlesien. Sie heiratete am 20. August 1723 in Neisse in erster Ehe Frédéric Maurice Casimir de La Tour d’Auvergne, Prince de Turenne, und wurde dabei durch ihren Onkel Franz Ludwig von Pfalz-Neuburg vertreten, am 20. September dann persönlich in Straßburg. Der Ehemann starb am 1. Oktober 1723 durch einen Unfall in Straßburg und wurde im dortigen Münster bestattet.
Sechs Monate später, am 2. April 1724, heiratete sie mit päpstlicher Dispens den Bruder ihres Ehemanns, Charles Godefroi de La Tour d’Auvergne, Prince de Turenne, den späteren Herzog von Bouillon. Die Ehe verlief unglücklich, das Paar trennte sich, und Maria Karolina Sobieksa kehrte nach Polen zurück, wo sie sich der Verwaltung des Familienvermögen widmete.

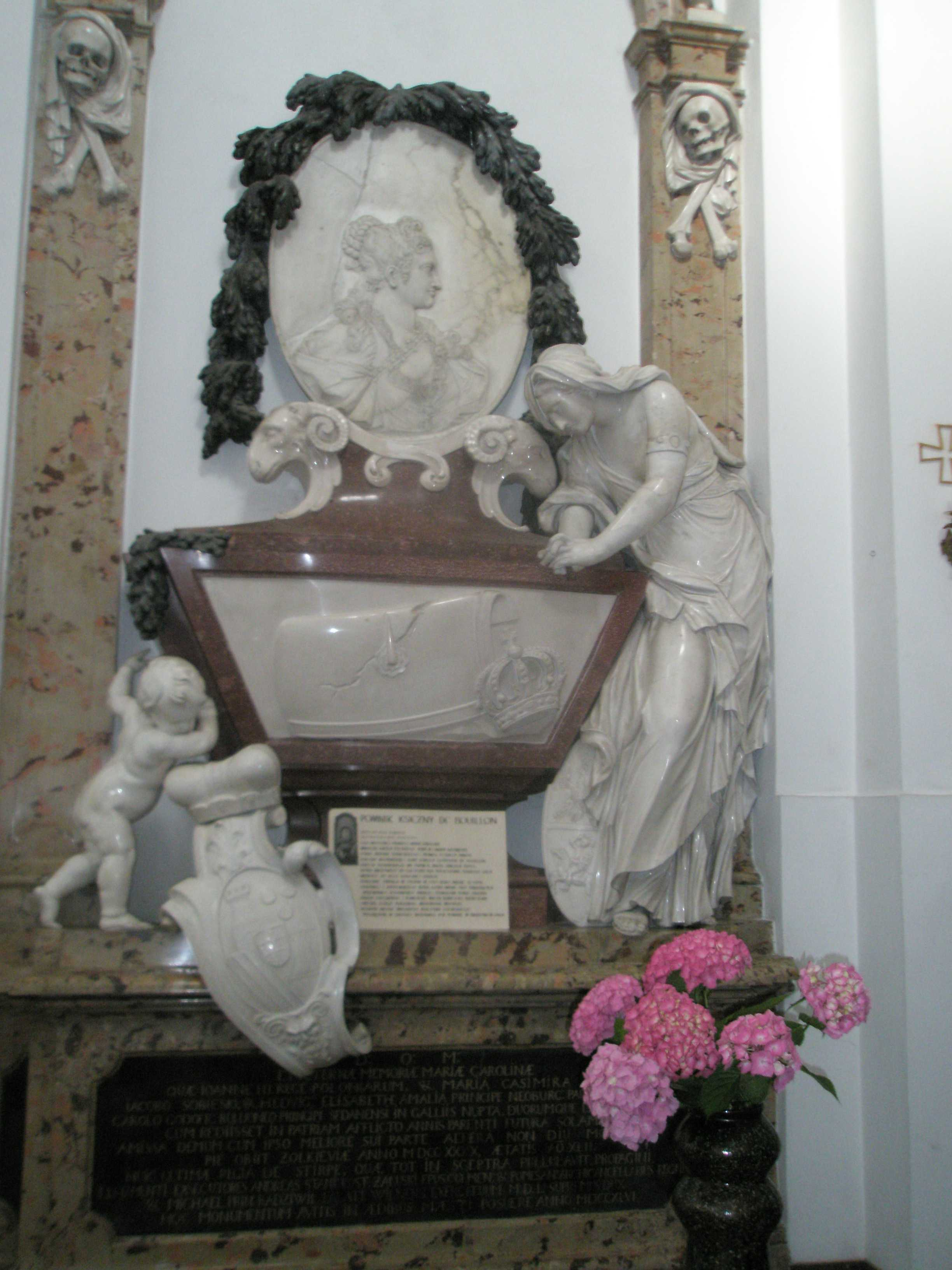
Grab Maria Karolina Sobieskas in der Kasimirkirche in Warschau, von Lorenzo Mattielli

Vor ihrem Tod ernannte sie ihren ehemaligen Liebhaber Michał Kazimierz Radziwiłł zu ihrem Haupterben. Die reiche Familiensammlung schenkte sie dem Bischof von Kulm, Andrzej Stanisław Załuski, der sie der 1747 gegründeten Załuski-Bibliothek übergab.

## Nachkommen
Mit Charles Godefroi de La Tour d’Auvergne hatte sie zwei Kinder:
- Marie-Louise (* 15. August 1725; † guillotiniert 1793), ⚭ 19. Februar 1743 Jules Hercule Mériadec de Rohan-Guéméné, Fürst von Guémené, Herzog von Montbazon († 1800)
- Godefroi Charles Henri (* 26. Januar 1728; † 3. Dezember 1792), 1771–1791 10. Herzog von Bouillon, Großkammerherr von Frankreich; ⚭ (1) 27. September 1743 Louise Henriette Gabrielle de Lorraine-Marsan (* 30. Oktober 1718; † 5. September 1788), Tochter von Charles Henri de Lorraine, Prince de Pons, und Elisabeth de Roquelaure; ⚭(2) 14. Mai 1789 Marie-Françoise-Henriette de Banastre (* 7. Februar; † 3. Mai 1816, Tochter von Louis Alexandre Henri de Banastre (1736–1792), Seigneur de Parfondeval, Baron de Fauvillé, und Marie Françoise Eléonore Josèphe Letellier d’Irville (1756–1818), sie heiratete 1798 in zweiter Ehe Richard Désiré Hay de Slade, Comte de Slade[2]